# Стадион имени Фрица Вальтера
Стадион имени Фрица Вальтера (Фриц-Вальтер-Штадион) (нем. Fritz-Walter-Stadion) — стадион в городе Кайзерслаутерне, домашняя арена футбольного клуба «Кайзерслаутерн», вместимость 48 500 зрителей. Был построен в 1920 году. Назван в честь Фрица Вальтера, капитана сборной ФРГ, завоевавшей кубок мира в 1954 году.

## Описание
Расположен на горе Бетценберг, был реконструирован к ноябрю 2005 года. Этот стадион расположен выше над уровнем моря, чем все остальные стадионы Германии.
Стадион принимал финал чемпионата Европы среди женщин 1995 года. В 2006 году на стадионе прошли 5 матчей чемпионата мира по футболу в Германии, в том числе матч 1/8 финала между сборными Италии и Австралии (1:0).

## Иллюстрации

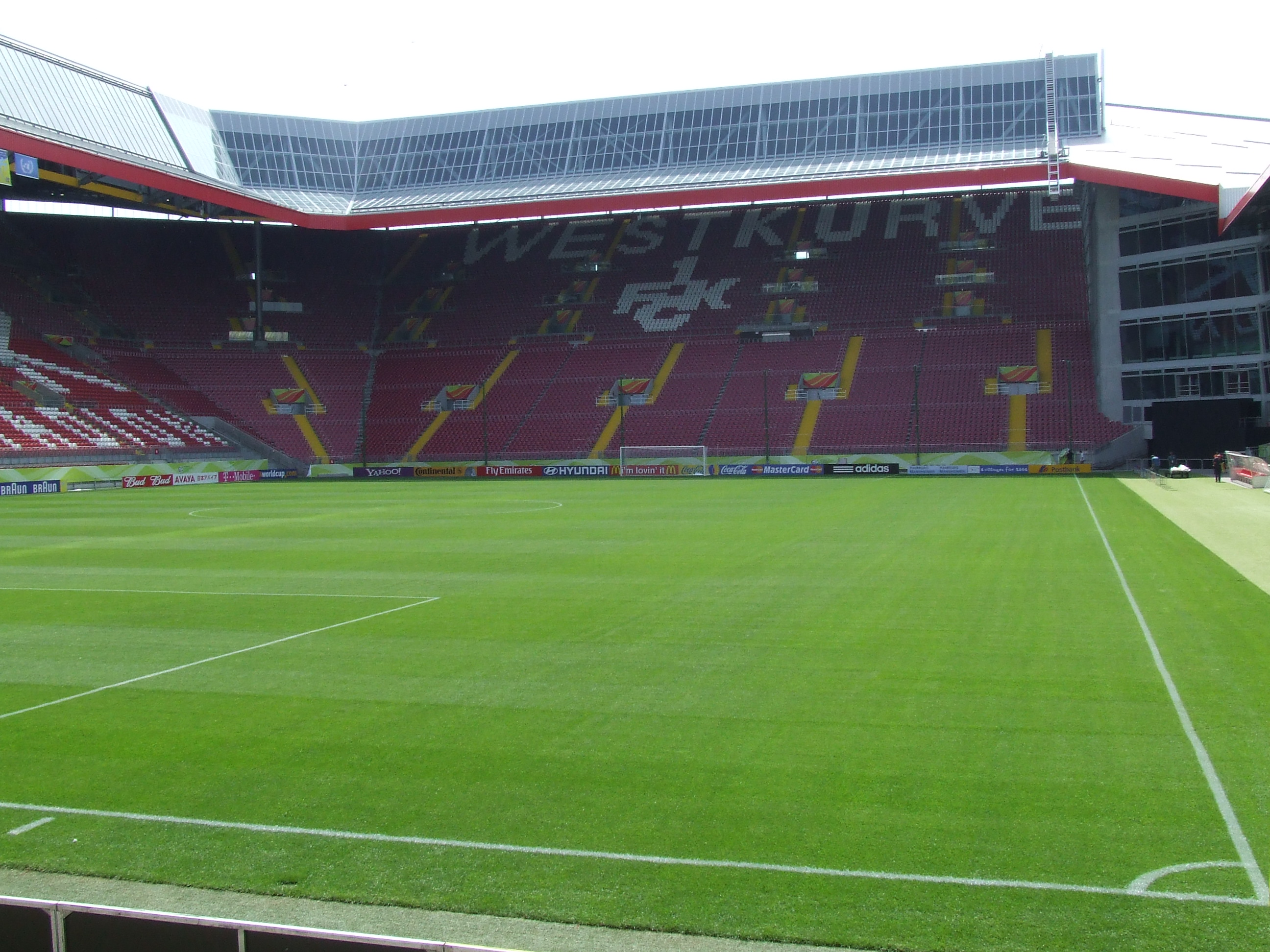
Западная трибуна стадиона. 10 июня 2006 г.
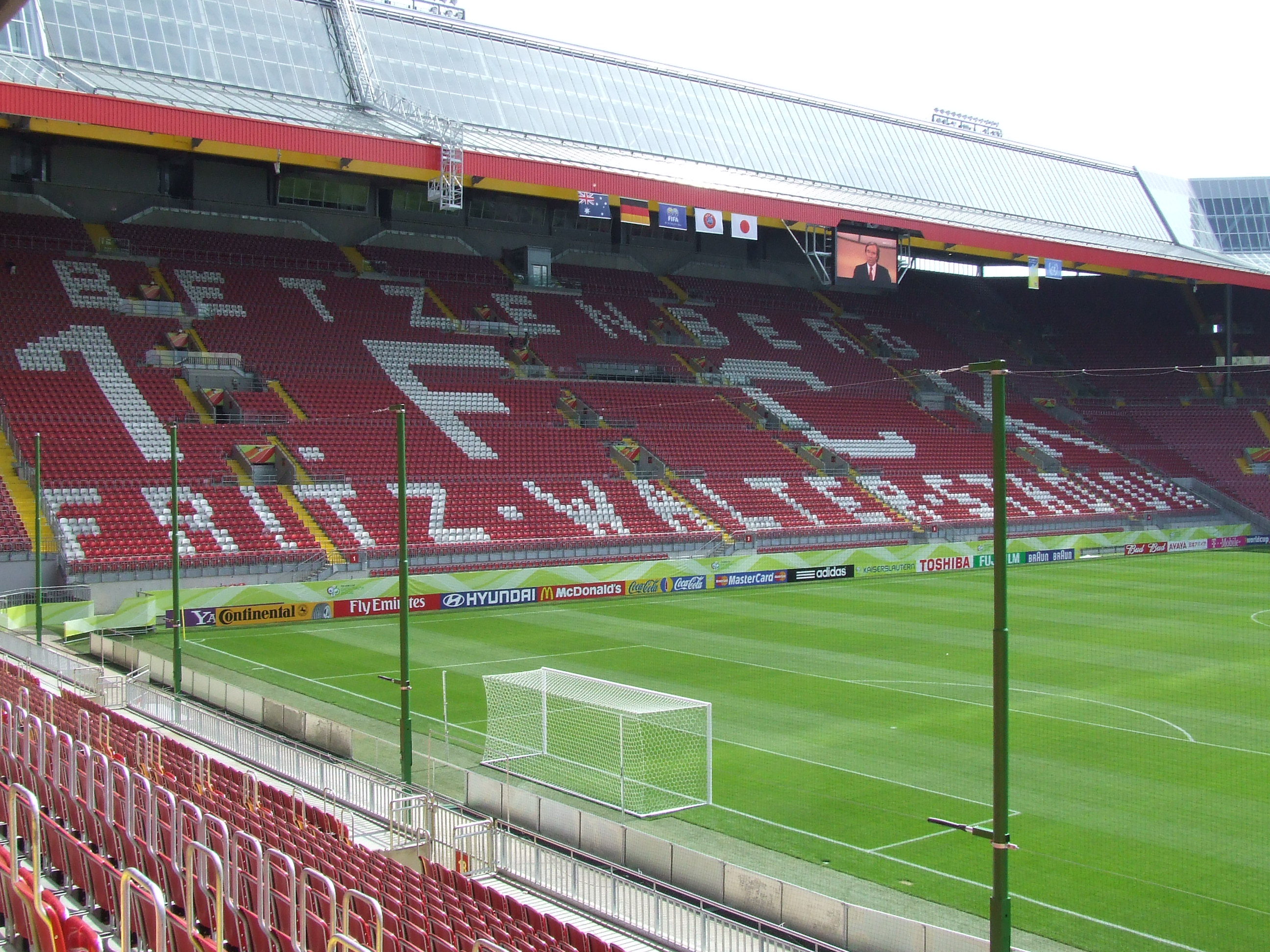
Вид трибун стадиона. 10 июня 2006 г., перед игрой сборной команды Австралии со сборной Японии.
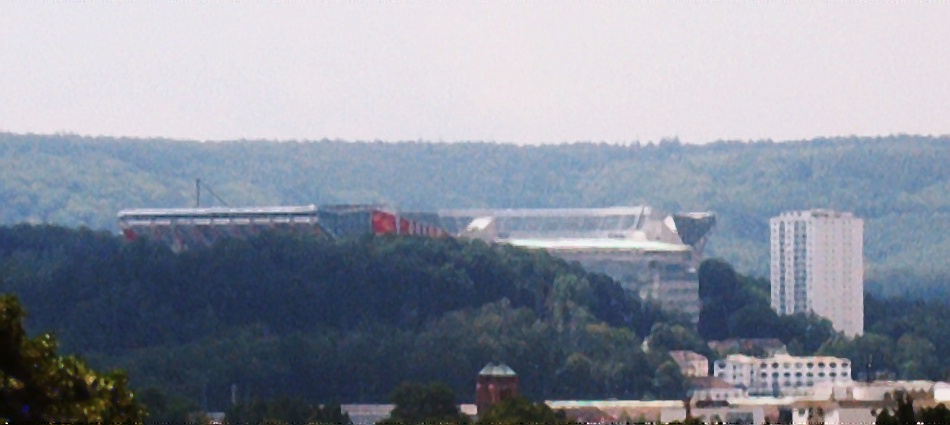
Вид стадиона с Hertelsbrunner Hof, 8 июля 2006 г.